# 1243 Pamela
1243 Pamela је астероид главног астероидног појаса са пречником од приближно 70,07 .
Афел астероида је на удаљености од 3,241 астрономских јединица (АЈ) од Сунца, а перихел на 2,961 АЈ.
Ексцентрицитет орбите износи 0,045, инклинација (нагиб) орбите у односу на раван еклиптике 13,255 степени, а орбитални период износи 1995,320 дана (5,462 година).
Апсолутна магнитуда астероида је 9,68 а геометријски албедо 0,048.
Астероид је откривен 7. маја 1932. године.